# 蓬特雷西納
蓬特雷西納（德語：Pontresina）是瑞士格勞賓登州的一个市镇，位於該國東部，面積118.19平方公里，海拔高度1,805米，2011年人口2,008，人口密度每平方公里17人。

## 外部連結
- Pontresina Web site （页面存档备份，存于）
- English language website （页面存档备份，存于）
- Pictures from Pontresina, Switzerland （页面存档备份，存于）